# Future of the Past
Future of the Past ist das vierte Studioalbum der polnischen Death-Metal-Band Vader.

## Entstehungsgeschichte
Der Vertrieb erfolgte in Polen über Koch International, im restlichen Europa über System Shock, einem Unterlabel von Impact Records, in den USA über Century Media und über Marquee/Avalon in Japan und Asien.
Als Gastmusiker fungierten Grzegorz Skawiński (Gitarrensolo bei Black Sabbath) und Cezary „Cezar“ Augustynowicz (Gesang bei Flag of Hate). Cezary Augustynowicz ist Sänger der Death-Metal-Band Christ Agony, Grzegorz Skawiński spielte bei der polnischen Hard-Rock-Band Kombi.

## Hintergrund
Bei allen Lieder des Albums handelt es sich um Coverversionen von Musikgruppen, die Vader in besonderer Weise beeinflusst haben. Das Lied I Feel You von Depeche Mode wurde bereits auf der limitierten Sonderedition des vorherigen Albums De Profundis veröffentlicht. Auch das Lied Black Sabbath war bereits zuvor veröffentlicht worden, es erschien auf der EP Sothis. Auf dem Album befindet sich die zweite von Vader veröffentlichte Version eines Slayer-Liedes. Bereits auf dem Livealbum The Darkest Age coverten sie Hell Awaits. Die Band Terrorizer wird zweimal gecovert.

## Versionen
2000 wurde die CD zusammen mit dem Vorgängeralbum De Profundis auf einer CD wiederveröffentlicht.

## Titelliste
1. Outbreak of Evil (Sodom) – 2:05
2. Flag of Hate (Kreator) – 3:11
3. Storm of Stress (Terrorizer) – 1:15
4. Death Metal (Possessed) – 2:38
5. Fear of Napalm (Terrorizer) – 2:45
6. Merciless Death (Dark Angel) – 4:05
7. Dethroned Emperor (Celtic Frost) – 4:06
8. Silent Scream (Slayer) – 2:56
9. We Are the League (Anti-Nowhere League) – 2:35
10. I.F.Y. (I Feel You) (Depeche Mode) – 4:20
11. Black Sabbath (Black Sabbath) – 6:19